# Jean Deschamps
Jean Deschamps (23 de junio de 1920 – 17 de septiembre de 2007) fue un actor y director teatral de nacionalidad francesa. 

## Biografía
Originario del departamento de Lot, tras sus estudios secundarios en el liceo de Cahors, Jean Deschamps inició en Toulouse formación en filosofía y, simultáneamente, siguió cursos de pintura y arquitectura en la École des Beaux-Arts, en la cual ganó una medalla de oro. También acudió a las clases del conservatorio de teatro, en el que obtuvo los primeros premios de tragedia y comedia.
Comprometido por Alexandre Arquillière en el Teatro de Forez en Saint-Étienne, se le confiaron primeros papeles trágicos como los de El Cid, Ruy Blas, Cinna, Nicomède, o Edipo Rey. Siempre encargado de interpretar primeros papeles, después se sumó a la compañía del Teatro del Palacio de Chaillot dirigido por Pierre Aldebert.
En colaboración con eminentes universitarios, fundó la Université internationale du Théâtre, y participó, en 1952, en la creación por Georges Hacquard de la colección de discos L’Encyclopédie sonore (Ducretet-Thomson-Hachette), grabando él mismo los grandes papeles de su repertorio (Gran Premio de la Academia francesa del disco).
Fue después, junto a Gérard Philipe, Jeanne Moreau, Maria Mauban, Silvia Monfort, Philippe Noiret, Daniel Sorano, y Georges Wilson, uno de los principales miembros del equipo el Festival de Aviñón y del Teatro Nacional Popular (TNP), ambos bajo la dirección de Jean Vilar.
Tras dejar la TNP, entró en la Comédie-Française, donde en 1956 debutó con el papel de Titus en Berenice, junto a Annie Ducaux.
Retomando su libertad, fundó el Teatro des 13 vents, el centro dramático nacional del Languedoc-Rosellón, y creó varios festivales (el más importante el de  Carcassonne), llevando a escena grandes textos como el Cantar de Roldán, o Miréio en provenzal, a la vez que programaba la construcción (en Sète, Théâtre de la mer Jean-Vilar, o en Les Baux-de-Provence…) de teatros al aire libre. Deschamps dirigió a los actores más importantes, los « atletas de la voz » como él los definía, en el Castillo Real de Colliure o en la ciudadela de Sisteron. En 1975, Michel Guy, Secretario de Estado de Cultura, nombró a Jacques Échantillon director del Centro Dramático Nacional de la región Languedoc-Rosellón, en sustitución de Deschamps.
Jean Deschamps dirigió durante casi veinte años el Teatro de la Ciudad de Carcassonne, bautizado en 2006 Teatro Jean-Deschamps, y se instaló en el château de Serres, una casa cercana a Limoux, que él restauró.
Deschamps fue también director de la École nationale supérieure des arts et techniques du théâtre (ENSATT), conocida como la École de la rue Blanche.
En su faceta de actor televisivo, consiguió la popularidad gracias a su papel de Carlos de Valois en la producción Les Rois maudits, a partir de la obra de Maurice Druon. 
Su última actuación teatral tuvo lugar en 1996, con El Cid, interpretando a Don Diego, y acompañado por Francis Huster.
Jean Deschamps falleció en septiembre de 2007 en Toulouse, Francia, estando acompañado por Michèle, su esposa, que fue su más fiel colaboradora. 
Jean Deschamps fue miembro de la Academia de las Artes, Letras y Ciencias del Languedoc, caballero de la Legión de Honor y oficial de la Orden de las Artes y las Letras.

### Actor

#### Televisión
- 1960 : Cyrano de Bergerac, dirección de Claude Barma
- 1963 : L'inspecteur Leclerc enquête, de Maurice Cazeneuve : "Le passé d'une femme"
- 1972 : Les Rois maudits, dirección de Claude Barma
- 1982 : Les Enquêtes du commissaire Maigret, de Jean-Paul Sassy : ,,Le Voleur de Maigret

#### Cine
- 1960 : Moderato cantabile, de Peter Brook
- 1960 : Les Lionceaux, de Jacques Bourdon
- 1977 : Pour Clémence, de Charles Belmont

#### Teatro
- 1947 : Borgia, de Herman Closson, escenografía de Claude Sainval, Teatro de los Campos Elíseos
- 1950 : Un homme de dieu, de Gabriel Marcel, escenografía de François Darbon, Teatro de l'Œuvre
- 1950 : Les Princes du sang, de Jean-François Noël, escenografía de Raymond Hermantier, Teatro des Célestins
- 1952 : El avaro, de Molière, escenografía de Jean Vilar, Teatro Nacional Popular Festival de Aviñón
- 1952 : Nucléa, de Henri Pichette, escenografía de Gérard Philipe & Jean Vilar, Teatro Nacional Popular Teatro Nacional de Chaillot
- 1952 : Le Prince de Hombourg, de Heinrich von Kleist, escenografía de Jean Vilar, Teatro Nacional Popular Festival de Aviñón
- 1952 : El Cid, de Pierre Corneille, escenografía de Jean Vilar, Teatro Nacional Popular Teatro Nacional de Chaillot
- 1952 : Lorenzaccio, de Alfred de Musset, escenografía de Gérard Philipe, Teatro Nacional Popular Festival de Aviñón
- 1953 : Don Juan, de Molière, escenografía de Jean Vilar, Teatro Nacional Popular Festival de Aviñón
- 1953 : Ricardo II, de William Shakespeare, escenografía de Jean Vilar, Teatro Nacional Popular Festival de Aviñón
- 1953 : El médico a palos, de Molière, escenografía de Jean-Pierre Darras, Teatro Nacional Popular Festival de Aviñón
- 1954 : Ruy Blas, de Victor Hugo, escenografía de Jean Vilar, Teatro Nacional Popular Teatro Nacional de Chaillot
- 1954 : Cinna, de Pierre Corneille, escenografía de Jean Vilar, Teatro Nacional Popular Festival de Aviñón
- 1954 : Le Prince de Hombourg, de Heinrich von Kleist, escenografía de Jean Vilar, Teatro Nacional Popular Festival de Aviñón
- 1954 : Macbeth. de William Shakespeare, escenografía de Jean Vilar, Teatro Nacional Popular Festival de Aviñón
- 1955 : Marie Tudor, de Victor Hugo, escenografía de Jean Vilar, Teatro Nacional Popular Festival de Aviñón
- 1955 : La Tragédie des Albigeois, de Maurice Clavel y Jacques Panijel, escenografía de Raymond Hermantier, Festival de Nimes
- 1955 : Anastasia, de Marcelle Maurette, escenografía de Jean Le Poulain, Teatro Antoine
- 1956 : Berenice, de Jean Racine, escenografía de Maurice Escande, Comédie-Française
- 1956 : Cinna, de Pierre Corneille, escenografía de Jean Vilar, Teatro Nacional Popular Festival de Aviñón
- 1956 : Le Mariage de Figaro, de Pierre-Augustin Caron de Beaumarchais, escenografía de Jean Vilar, Teatro Nacional Popular Festival de Aviñón
- 1956 : Le Prince de Hombourg, de Heinrich von Kleist, escenografía de Jean Vilar, Teatro Nacional Popular Festival de Aviñón
- 1957 : Polydora, de André Gillois, escenografía del autor, Comédie-Française en el Teatro del Odéon
- 1958 : Le Mariage de Figaro, de Pierre-Augustin Caron de Beaumarchais, escenografía de Charles Gantillon y Jacques Barral, Teatro des Célestins
- 1958 : Lorenzaccio, de Alfred de Musset, escenografía de Gérard Philipe, Teatro Nacional Popular Festival de Aviñón
- 1960 : Le Roi David, de Arthur Honegger, Festival de la Cité Carcassonne
- 1960 : Don Juan, de Molière, escenografía de Jean Deschamps, Grand Théâtre de la Cité Carcassonne
- 1960 : Le Mariage de Figaro, de Pierre-Augustin Caron de Beaumarchais, escenografía de Jean Deschamps, Festival de Fréjus
- 1963 : La Voyante, de André Roussin, escenografía de Jacques Mauclair, Teatro de la Madeleine
- 1964 : Las moscas, de Jean-Paul Sartre, escenografía de Jean Deschamps, Festival Teatro antiguo de Arlés
- 1964 : La alondra, de Jean Anouilh, escenografía de Jean Anouilh y Roland Piétri, Festival de la Cité Carcassonne, Festival Teatro antiguo de Arlés
- 1964 : El Cid, de Pierre Corneille, escenografía de Daniel Leveugle, Festival de la Cité Carcassonne, Teatro antiguo de Arlés
- 1964 : Le Capitaine Fracasse, de Théophile Gautier, escenografía de Jean Deschamps, Festival de la Cité Carcassonne, Teatro antiguo de Arlés
- 1965 : Danton ou la Mort de la République, de Romain Rolland, escenografía de Jean Deschamps, Festival du Marais Palacio de Sully
- 1967 : La Ville dont le prince est un enfant, de Henri de Montherlant, escenografía de Jean Meyer, Teatro Michel
- 1969 : Julio César, de William Shakespeare, escenografía de Jean Deschamps, Festival de la Cité Carcassonne
- 1969 : Le Bossu, de Paul Féval, escenografía de Jean Deschamps, Festival de la Cité Carcassonne
- 1969 : Bodas de sangre, de Federico García Lorca, escenografía de Jean Deschamps, Festival de la Cité Carcassonne
- 1970 : La Ville dont le prince est un enfant, de Henry de Montherlant, escenografía de Jean Meyer, Teatro des Célestins
- 1970 : Montserrat, de Emmanuel Roblès, escenografía de Stellio Lorenzi, Festival de la Cité Carcassonne
- 1970 : No habrá guerra de Troya, de Jean Giraudoux, escenografía de Yves Kerboul, Teatro des 13 vents, Festival de la Cité Carcassonne
- 1971 : La Reine morte, de Henry de Montherlant, escenografía de Jean Deschamps, Festival de la Cité Carcassonne, Festival de Colliure
- 1971 : La Reine morte, de Henry de Montherlant, escenografía de Jean Meyer, Teatro des Célestins
- 1971 : Le Septième Commandement : Tu voleras un peu moins…, de Dario Fo, escenografía de Jacques Mauclair, Teatro del Odéon
- 1972 : Le Septième Commandement : Tu voleras un peu moins…, de Dario Fo, escenografía de Jacques Mauclair, gira
- 1974 : Otelo, de William Shakespeare, escenografía de Jean Deschamps, Festival de la Cité Carcassonne
- 1977 : La Ville dont le prince est un enfant, de Henry de Montherlant, escenografía de Jean Meyer, Teatro des Mathurins
- 1979 : Danton et Robespierre, de Alain Decaux, Stellio Lorenzi y Georges Soria, escenografía de Robert Hossein, Palacio de Congresos de París
- 1980 : Talleyrand à la barre de l'histoire, de André Castelot, escenografía de Paul-Émile Deiber, Teatro del Palais Royal
- 1981 : El paraíso de las damas, a partir de Émile Zola, escenografía de Jacques Échantillon, Théâtre de la Ville, Teatro des 13 vents
- 1982 : Sodome et Gomorrhe, de Jean Giraudoux, escenografía de Jean-François Prévand, Teatro de la Madeleine
- 1984 : Horacio, de Pierre Corneille, escenografía de Jean-Paul Zehnacker
- 1985 : Hugo l'homme qui dérange, de Claude Brulé, escenografía de Paul-Émile Deiber, Teatro del Odéon
- 1987 : Thomas More ou l'homme seul, de Robert Bolt, escenografía de Jean-Luc Tardieu, Espace 44 Nantes
- 1993 : El Cid, de Pierre Corneille, escenografía de Francis Huster, Teatro Marigny

### Director teatral
- 1958 : Don Gil de las calzas verdes, de Tirso de Molina, Festival de la Cité Carcassonne
- 1959 : Mirèio, de Frédéric Mistral, Festival de la Cité Carcassonne
- 1960 : Don Juan, de Molière, Festival de la Cité Carcassonne
- 1960 : Le Mariage de Figaro, de Pierre-Augustin Caron de Beaumarchais, escenografía junto a Daniel Leveugle, Festival de Fréjus
- 1964 : Zoo ou l'Assassin philanthrope, de Vercors, Teatro Nacional Popular Teatro Nacional de Chaillot
- 1964 : Las moscas, de Jean-Paul Sartre, Festival Teatro antiguo de Arlés
- 1964 : Le Capitaine Fracasse, de Théophile Gautier, Festival de la Cité Carcassonne
- 1965 : Danton ou la Mort de la République, de Romain Rolland, Festival du Marais Palacio de Sully
- 1965 : El Cid, de Pierre Corneille, Festival de la Cité Carcassonne
- 1966 : Les Caprices de Marianne, de Alfred de Musset, Festival de la Cité Carcassonne
- 1969 : Julio César, de William Shakespeare, Festival de la Cité Carcassonne
- 1969 : Le Bossu, de Paul Féval, Festival de la Cité Carcassonne
- 1969 : Bodas de sangre, de Federico García Lorca, Festival de la Cité Carcassonne
- 1970 : Cyrano de Bergerac, de Edmond Rostand, Festival de la Cité Carcassonne
- 1971 : La Reine morte, de Henry de Montherlant, Festival de la Cité Carcassonne, Festival de Colliure
- 1972 : Los justos, de Albert Camus, Festival de la Cité Carcassonne
- 1973 : Los justos, de Albert Camus, Teatro Nacional de Niza
- 1974 : La loca de Chaillot, de Jean Giraudoux, tournée, Teatro des 13 vents, Teatro Nacional de Niza
- 1974 : Otelo, de William Shakespeare, Festival de la Cité Carcassonne